# اک-تارپاک
اک-تارپاک (به لاتین: Ak-Turpak) یک منطقهٔ مسکونی در قرقیزستان است که در استان بادکند واقع شده‌است.

## خصوصیات
اک-تارپاک ۸۹۴ متر بالاتر از سطح دریا واقع شده‌است.